# Chovd (distrikt i provinsen Chovd)
Skall ej förväxlas med huvudorten i provinsen som också heter Chovd
Chovd är ett distrikt i Mongoliet.   Det ligger i provinsen Chovd, i den västra delen av landet, 1 200 km väster om huvudstaden Ulaanbaatar.